# Isabella for real
Isabella for real er en dansk ungdomsfilm fra 2011, der er instrueret af Mette-Ann Schepelern.

## Handling
Isabella bliver snart 18 år men har ikke rigtig lyst til at blive voksen. Hun føler, at hun allerede har været voksen én gang. Nemlig da hun var yngre, men dengang led hendes mor af en alvorlig psykisk sygdom. Dengang måtte Isabella træde til og blandt andet tage sig meget af sine yngre brødre. Nu er tingene mere stabile, og derfor vil Isabella gerne bare være ung, slå sig løs og have det sjovt. Det er bare svært at realisere, når hun samtidig skal tage kørekort, passe gymnasiet og arbejde i familiens nye Drive In Bio. Alt dette giver konflikter med moren, som hun er tæt knyttet til. Isabella bliver nødt til at løsrive sig. Men hvordan gør hun det, når mor er hendes nærmeste fortrolige - og sindslidende på samme tid?